# Lisa Larson

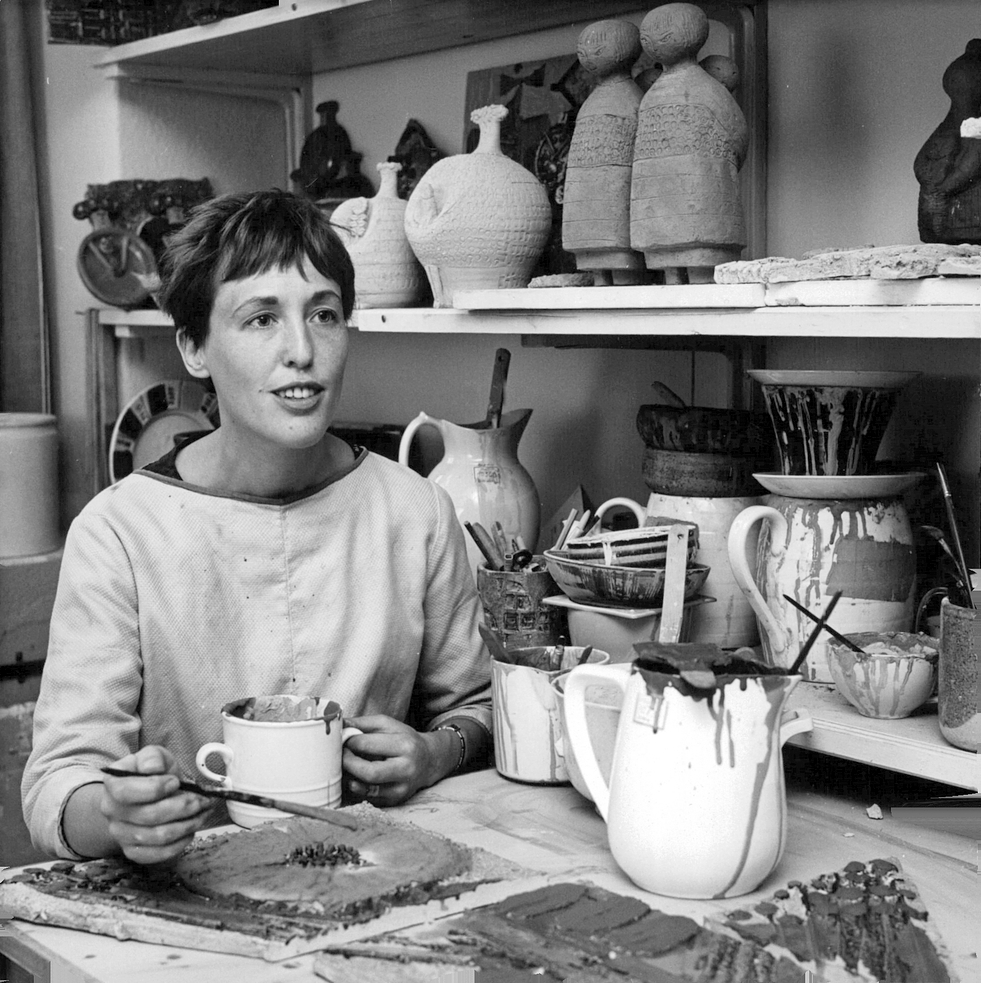
Lisa Larson in Gustavsberg

Lisa Larson (* 9. September 1931 in Härlunda, Småland; † 11. März 2024 in Nacka) war eine schwedische Künstlerin, die hauptsächlich als Keramikerin tätig war.
Lisa Larson studierte von 1950 bis 1954 Keramik an der Werkkunstschule Slöjdföreningens skola in Göteborg. Von 1950 bis 1980 arbeitete sie in der Porzellanmanufaktur Gustavsberg, für die sie vom dortigen künstlerischen Leiter Stig Lindberg angeworben worden war.
Sie wurde durch Keramikfiguren bekannt, u. a. den Serien All världens barn (Alle Kinder dieser Welt) für die UNICEF, Luciatåget, Skansen und Lilla zoo. Bei Sammlern begehrt ist die Figur Pippi Långstrump, die auch Astrid Lindgren schätzte. Der ehemalige schwedische Finanzminister Gunnar Sträng hatte ein Exemplar eines nach ihm gefertigten Sparschweins auf seinem Schreibtisch stehen.
Nach 1981 arbeitete Larson als freie Mitarbeiterin u. a. für Kooperativa Förbundet, Nordiska Kompaniet und die Rosenthal AG. Ab 1991 war sie künstlerische Leiterin für das Keramikstudio in Gustavsberg. Ihr Atelier befand sich in Nacka.

## Bilder

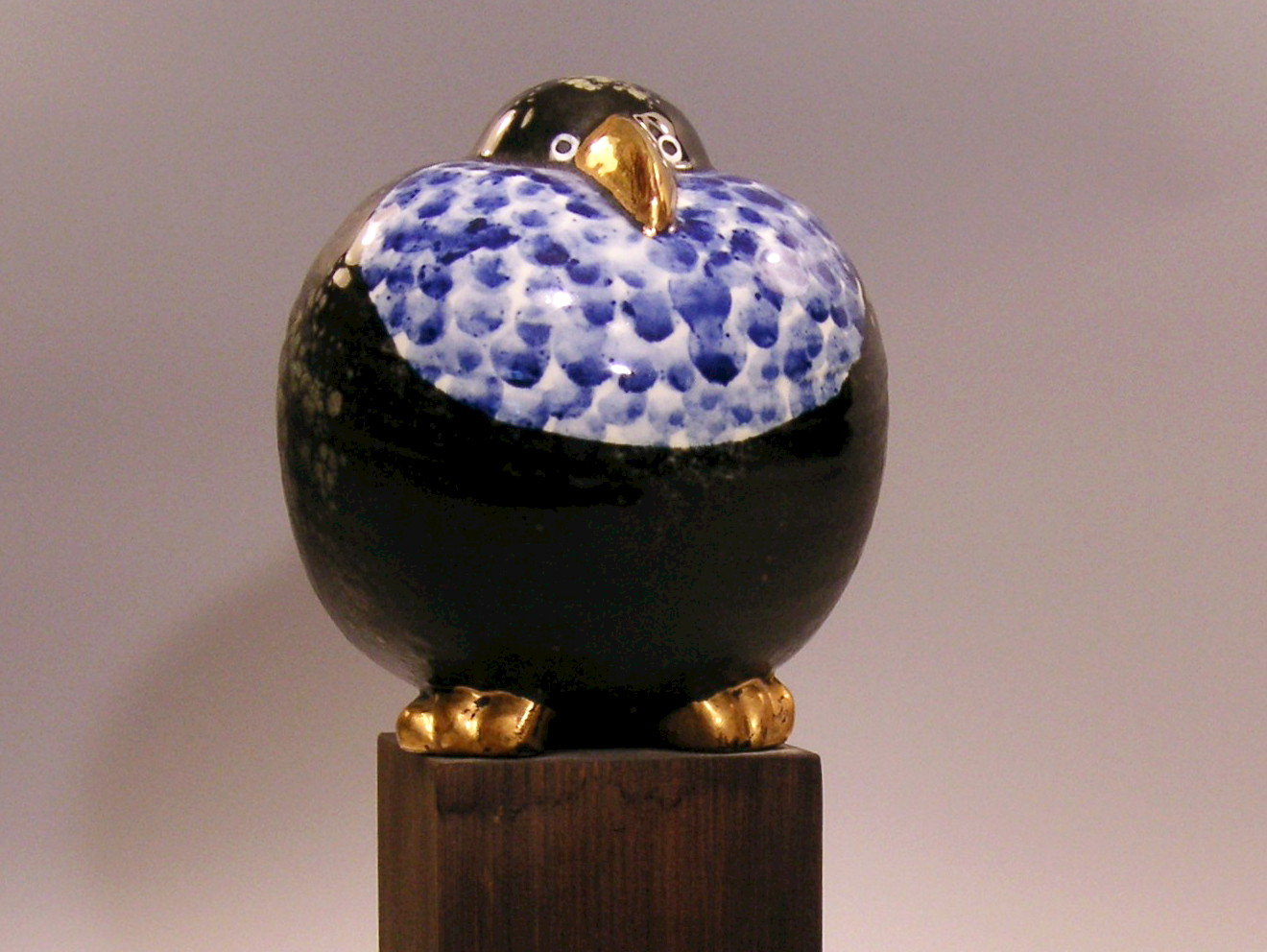
Fågel fenix
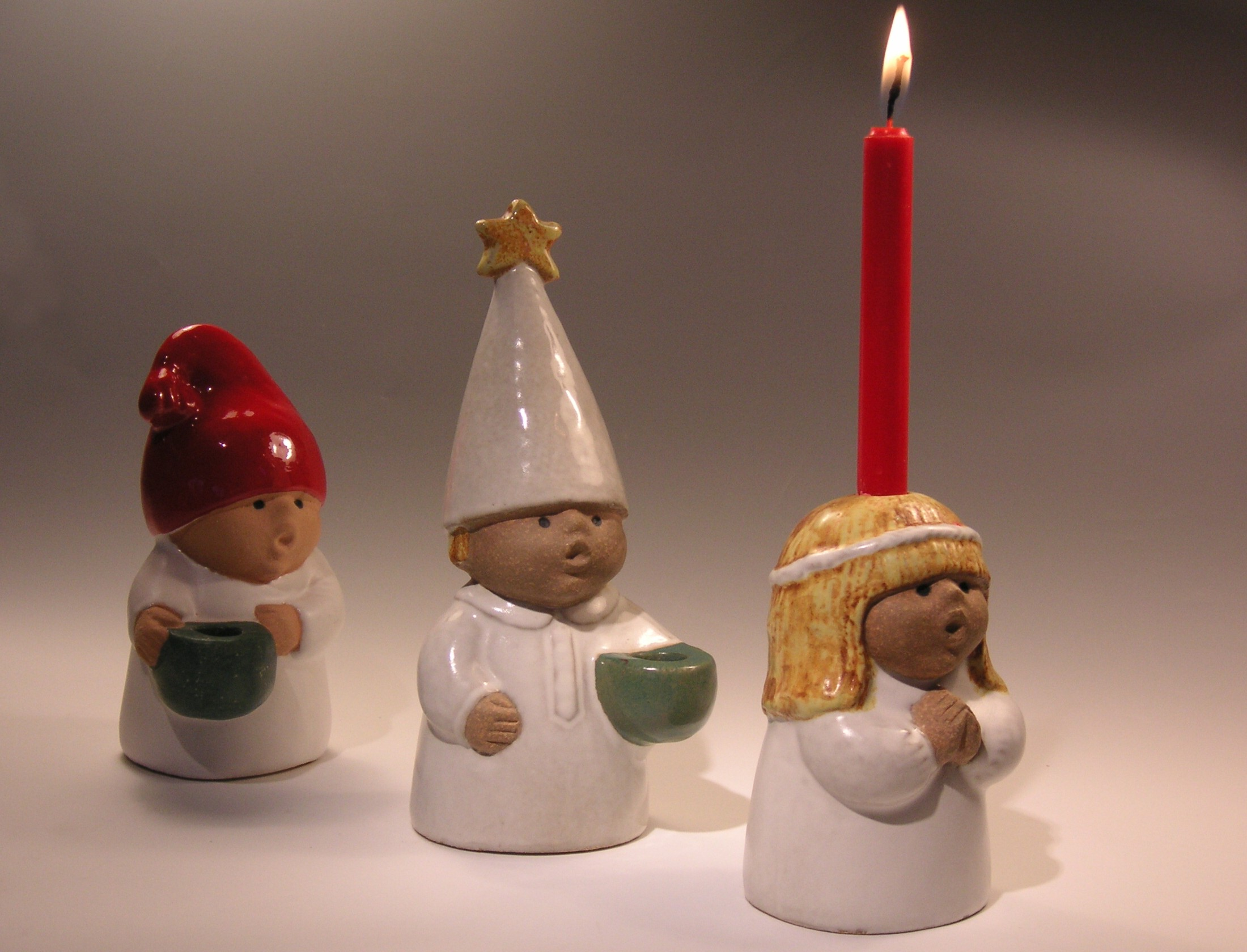
Luciatåg
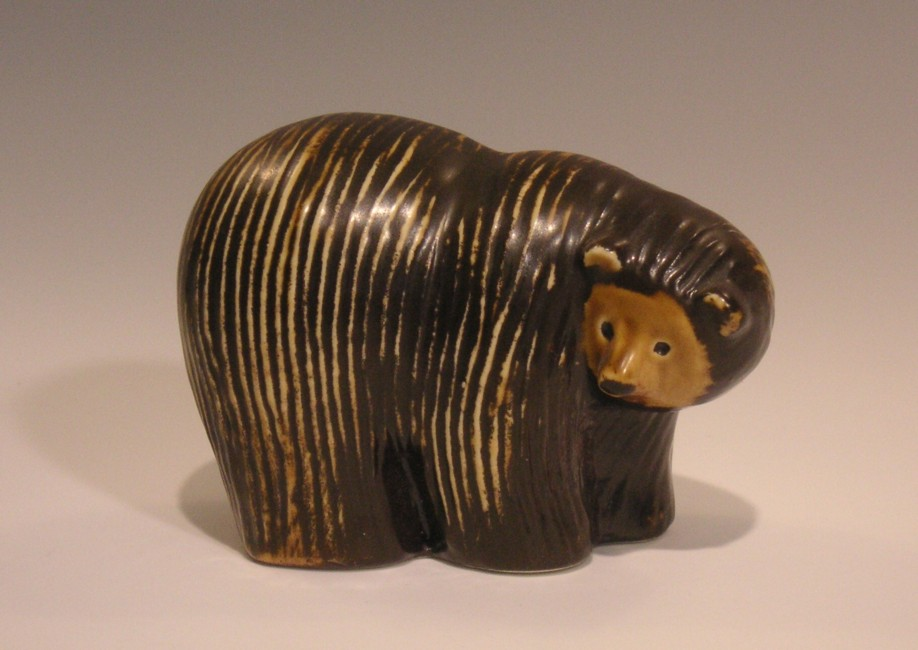
Lilla zoo, björnen
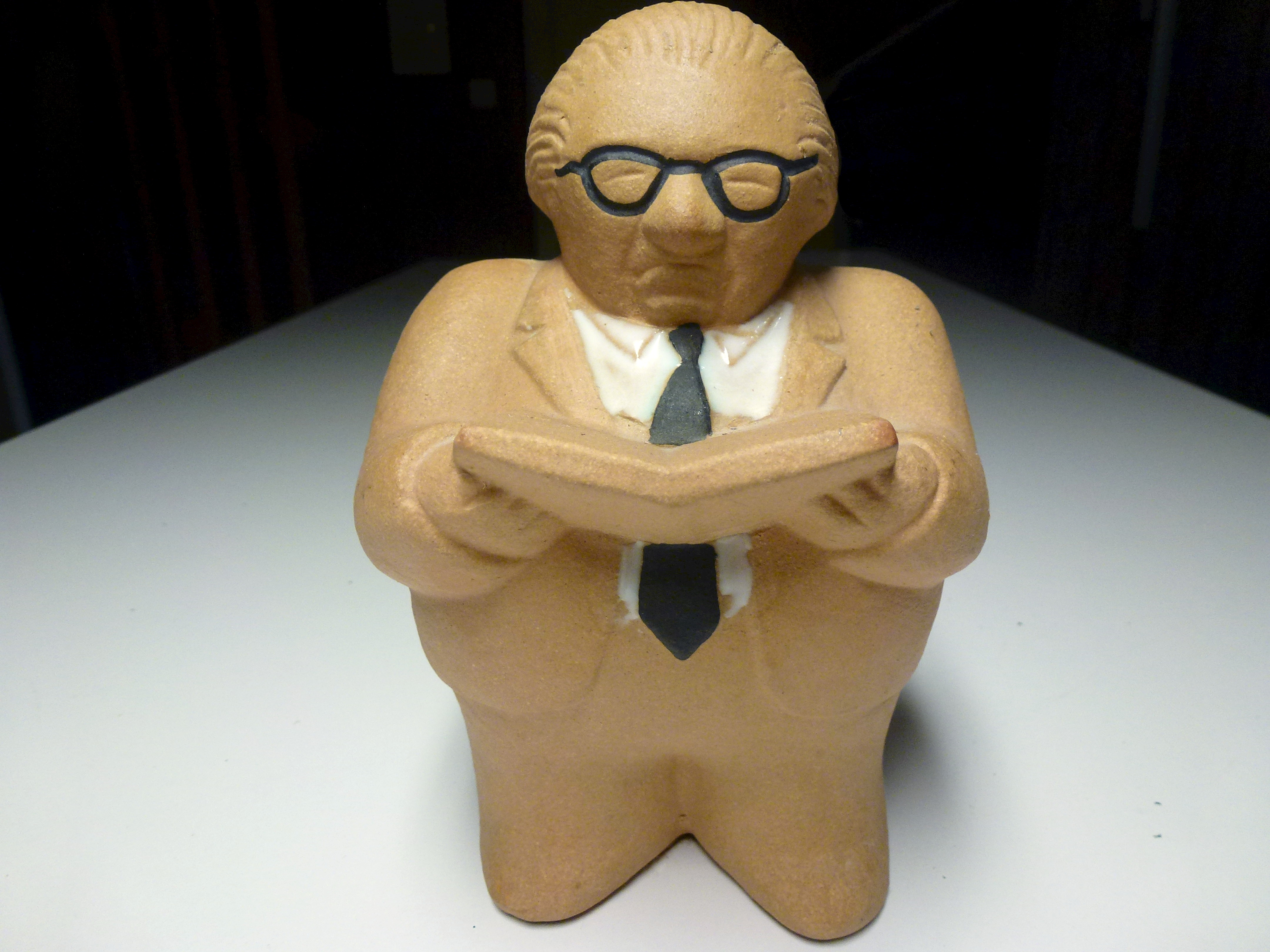
Gunnar Sträng